# Сорокин, Павел Владимирович
Павел Владимирович Сорокин (1929, Воронеж, РСФСР — 25 марта 2017, Харьков, Украина) — советский и украинский учёный в области физики высоких энергий и ядерной физики,  заслуженный деятель науки и техники Украины.

## Биография
В 1953 г. окончил Харьковский университет, в 1956 г. — аспирантуру при кафедре ядерной физики, научный руководитель — Антон Карлович Вальтер.
С 1956 г. на научной и преподавательской работе в Харьковском физико-техническом институте (ХФТИ). Одновременно работал в Институт физики высоких энергий и ядерной физики (ИФВЭЯФ), последняя должность — начальник отдела экспериментальных исследований.
Соавтор (в составе группы ННЦ ХФТИ — Левчук Л.Г, Лукьяненко С. Т., Сорока Д. В., Сорокин П. В.) открытия бозона Хиггса в ходе совместной работы на Большом адронном коллайдере.
Кандидат (1957), доктор (1972) физико-математических наук. Профессор (1977).

## Награды и звания
Заслуженный деятель науки и техники Украины.